# Дерево, мэр и медиатека
Дерево, мэр и медиатека, или Семь случайностей (фр. L'Arbre, le maire et la médiathèque ou Les Sept hasards) — комедия режиссёра Эрика Ромера, вышедшая на экраны 10 февраля 1993.

## Сюжет
Внесерийный фильм Ромера о политике, архитектуре и амбивалентности прогресса, за который иной раз приходится дорого платить.
Действие происходит в городке Сен-Жюир-Шанжийон в Вандее. Мэр-социалист Жюльен Дешом, также владеющий местным замком, приобретенным его предком на распродаже аристократической собственности во время революции, намеревается выстроить в городке медиатеку и развлекательный центр, которые, по его мнению, смогут спасти приходящее в упадок поселение. Поскольку этот проект находится в русле политики президента Миттерана, министерство культуры соглашается выделить крупные средства. Жители городка и парижане, осведомленные о состоянии дел в Сен-Жюире, имеют различные мнения относительно целесообразности строительства столь крупного объекта в малонаселенном месте.
Мэр намеревается привлечь отдыхающих из Парижа, что поспособствует развитию местного бизнеса, но противники, самым рьяным из которых является местный учитель Марк Росиньоль, недовольны тем, что здание заслонит живописный вид на местную колокольню и может погубить столетнюю белую иву, растущую неподалеку. Разъяснение мэра о том, что здание будет не выше двух этажей, и облицовано камнем из местного заповедника, чтобы не выделяться на фоне старинных построек, а ива старая и все равно скоро засохнет, не имеют веса для учителя.
Мэр и его любовница романистка Беренис Бориваж привлекают внимание прессы в лице журналистки еженедельника Après-Demain Бландин Ленуар, приезжающей в городок для сбора материала. Главный редактор сильно сокращает статью, выбрасывая почти все, кроме реплик учителя, и помещая на обложке журнала фотографию злополучного дерева. В итоге проект строительства медиатеки мог бы завершиться успехом, если бы не произошло семь случайностей:
- Глава I : Если бы на минувших региональных выборах президентское большинство не оказалось в меньшинстве…
- Глава II : Если бы Жюльен после своего поражения не влюбился так внезапно в романистку Беренис Бориваж…
- Глава III : Если бы белая ива на городском лугу не противостояла таким чудесным образом натиску времени…
- Глава IV : Если бы Бландин Ленуар, редактриса еженедельника Après-Demain, желая записать передачу France Culture не выключила по недосмотру свой автоответчик…
- Глава V : Если бы в момент верстки номера Бландин не отправилась сопровождать миссию Юнисеф в Сомали…
- Глава VI : Если бы Вега, дочь мэра, не послала так некстати свой мяч на дорогу, где случайно проходила Зое, дочь учителя…
- Глава VII : Если бы чиновник, из косности, или следуя порядку, не продемонстрировал такого рвения…

## В ролях
- Паскаль Греггори — Жюльен Дешом
- Ариэль Домбаль — Беренис Бориваж
- Фабрис Лукини — Марк Росиньоль
- Клементин Амуру — Бландин Ленуар
- Франсуа-Мари Банье — Режис Лебрён-Блонде, главный редактор
- Мишель Жауэн — Антуан Пергола, архитектор
- Жан Парвулеско — Жан Вальтер, собеседник Лебрёна-Блонде у Липпа
- Франсуаза Этчегарай — мадам Росиньоль
- Галакси Барбут — Зое Росиньоль
- Джессика Швинг — Вега Дешом
- Раймонд Фаро — секретарша Лебрёна-Блонде
- Мануэла Хессе — девочка-туристка
- Соланж Бланше — секретарша мэра
- Мате Пилло — пастух
- Изабель Прево — модельер
- Мишель Тиссо — модельер
- Жаки Брюне — местный функционер
- Мартен де Курсель — философ
- Жан-Клод Пюбер — студент
- Сюзан Тони — коммерсантка
- Габи Оген — фермер на пенсии
- Мишель Бернар — земледелец
- Реми Руссо — звонарь

## О фильме
Фильм снимался в 1992 году в Сен-Жюир-Шанжийоне, после региональных выборов 22 марта, на которых социалисты потерпели поражение, следствием чего стало формирование кабинета Пьера Береговуа.
Фильм вышел за полтора месяца до парламентских выборов 1993 года, на которых сторонники Миттерана, ослабленные серией коррупционных скандалов, потерпели новое поражение, оказавшись в меньшинстве в парламенте, в результате чего левому президенту пришлось сосуществовать с правым кабинетом Эдуара Балладюра.
В этих условиях политическая комедия Ромера, начавшего в 1990-е годы съемки своего последнего цикла фильмов — «Сказок четырех времен года» — стала большим сюрпризом. По мнению обозревателя Liberation, за внешней непритязательностью этой комедии скрывается большой политический фильм.
По словам критика Клод-Мари Тремуа, эта изящная и превосходно снятая картина ставит много вопросов, поскольку у каждого персонажа есть свое, и при том хорошо обоснованное, мнение, а «в устах ромеровских героев слово действует как скальпель в руках хирурга», и зрителю сложно сделать выбор между разными точками зрения.
Фабрис Лукини вспоминал о съемках фильма:

Поскольку мы были немного знамениты, Ариэль Домбаль, Паскаль Греггори и я (а Ромер не доверял известности), он решил нам не платить. Располагались все в замке, который служил декорацией, и я помню, что он отказался даже купить нам мясо. Надо вам сказать, что в фильмах Ромера Ромер занимался всем — в том числе и кухней! И он был решительным противником мяса. «Это очень плохо», — повторял он. А я непременно начинал вопить: «Да мне до одного места эти ваши вкусы, я мяса хочу, мяса».— 
Этот фильм был первым, произведенным исключительно Компанией Эрика Ромера, без сотрудничества с Les Films du Losange. Съемки прошли очень быстро, как в любительском кино, за время уик-энда и каникул. Производство картины обошлось в 600 тыс. франков, затем она была перепродана Canal+ за 2,5 млн, что позволило сразу же рассчитаться со съемочной группой. Четверо исполнителей главных ролей получили по 300 тыс. каждый.
Фильм был представлен на Монреальском международном кинофестивале 1993 года, где Ромер получил специальную внеконкурсную премию ФИПРЕССИ.